# Samoańskie odznaczenia

## Samoa

### Odznaczenia od 1999
| Baretka    | Nazwa polska                      | Nazwa angielska                  |
| ---------- | --------------------------------- | -------------------------------- |
| w przygot. | Order Samoa                       | Order of Samoa                   |
| w przygot. | Order Zasługi                     | Order of Merit                   |
| w przygot. | Order Głowy Państwa               | Head of State's Service Order    |
| w przygot. | Medal Głowy Państwa               | Head of State's Service Medal    |
| w przygot. | Krzyż Malietoa                    | Malietoa Cross                   |
| w przygot. | Krzyż Samoa                       | Samoa Cross                      |
| w przygot. | Medal Honoru Samoa                | Samoa Medal of Honour            |
| w przygot. | Medal Głowy Państwa za Waleczność | Head of State's Medal for Valour |

### Odznaczenia w latach 1993–1999
| Baretka    | Nazwa polska                                    | Nazwa angielska                           |
| ---------- | ----------------------------------------------- | ----------------------------------------- |
| w przygot. | Order Wybitnej Służby Malietoa Tanumafiliego II | Malietoa T.II Distinguished Service Order |
| w przygot. | Order Tiafau Wschodniego Samoa                  | Western Samoa Order of Tiafau             |
| w przygot. | Order Zasługi Wschodniego Samoa                 | Western Samoa Order of Merit              |